# 福尔克斯海姆
福尔克斯海姆是德国莱茵兰-普法尔茨州的一个市镇。总面积4.91平方公里，总人口1076人，其中男性539人，女性537人（2011年12月31日），人口密度219人/平方公里。